# فيتوريو ميتز
فيتوريو ميتز (بالإيطالية: Vittorio Metz)‏ هو كاتب سيناريو وكاتب ومخرج إيطالي، ولد في 18 يوليو 1904 في روما في إيطاليا، وتوفي بنفس المكان في 1 مارس 1984.

## وصلات خارجية
- فيتوريو ميتز على موقع IMDb (الإنجليزية)
- فيتوريو ميتز على موقع ألو سيني (الفرنسية)
- فيتوريو ميتز على موقع أول موفي (الإنجليزية)
- فيتوريو ميتز على موقع قاعدة بيانات الأفلام السويدية (السويدية)
- فيتوريو ميتز على موقع قاعدة بيانات الفيلم (الإنجليزية)
- فيتوريو ميتز على موقع كينوبويسك (الروسية)